# Superman III
Superman III – brytyjsko-amerykański film fantastycznonaukowy z 1983 w reżyserii Richarda Lestera. Kontynuacja filmu Superman II z 1980 roku.

## Fabuła
Superman (Christopher Reeve) musi się zmierzyć nie tylko z groźnym przeciwnikiem, ale także z samym sobą. Wskutek działania tajemniczego kryptonitu ujawniają się jego wszystkie złe cechy. Superman zaczyna zagrażać sobie i otoczeniu. Powstrzymać ten proces jest w stanie tylko on sam. Tymczasem światu grozi niebezpieczeństwo.

## Obsada
- Christopher Reeve jako Clark Kent / Superman, Zły Superman
- Richard Pryor jako Gus Gorman
- Robert Vaughn jako Ross Webster
- Annette O’Toole jako Lana Lang
- Annie Ross jako Vera Webster
- Pamela Stephenson jako Lorelei Ambrosia
- Margot Kidder jako Lois Lane
- Marc McClure jako Jimmy Olsen
- Jackie Cooper jako Perry White

## Odbiór
Cezary Wiśniewski na łamach „Filmu” dał recenzję negatywną, określając film jako „infantylnym” przy którym Gwiezdne Wojny są „istnymi traktatami filozoficznymi”. Skrytykował m.in. wtórność w wątku Złego Supermana czy romans Supermana i Lany Lang jako obnażający braki aktorskie Christophera Reeve’a i Annette O’Toole. Zwrócił uwagę, że polskich widzów bardziej przyciągały filmy sztuki walki pokroju Klasztoru Shaolin.